# Vlatka Pokos
Vlatka Pokos (Salzburg, 22. ožujka 1970.) hrvatska je pjevačica i voditeljica.

## Životopis
Odrasla u Sokolovcu. Nastupala na "Prvom glasu Koprivnice", kad je pobijedila. Organizator tog festivala bio je Mladen Pavković. Tada je krenula. Godine 1989. započela je profesionalnu pjevačku karijeru kao članica popularne grupe Srebrna krila, s kojom je idućih pet godina nastupala u dvoranama u Hrvatskoj i na turnejama u SAD-u, Kanadi, Australiji i diljem Europe. Najveći hit je bio "Na modrom nebu iznad Zagreba".
1994. godine ostvarila je samostalnu glazbenu karijeru. Njeni najveći hitovi iz ranije faze jesu "Metak", "Ne tražim ništa" i "Potroši sve".
Istovremeno se upustila u nove projekte voditeljske naravi. Kao voditeljsko lice prvi se puta pojavljuje na zagrebačkoj televiziji OTV, a potom i u live emisijama prve privatne televizije Mreža, nacionalne televizije HTV i televizije Nova TV.
Na Hrvatskoj radioteleviziji bila je stalna voditeljica zabavno-glazbene emisije "Sedma noć", emisije "Pretežno vedro" i "Zlatni gong" te ljetne turneje pod nazivom "Ljetni gong", koja se prenosila uživo.
Također je sudjelovala na brojnim festivalima, ujedno u ulozi voditeljice i izvođača pjevačkih i plesnih točaka.
Na televiziji Nova TV vodila je projekt "Dan iz snova", niz nagradnih igara i ciklus emisija o filmu "U susret Oscaru".

## Festivali
Zadarfest:
- 1993. Vino ljubavi (s grupom Srebrna krila)
- 1994. Do viđenja (s grupom Srebrna krila)
- 2002. Ja te dobro znam

Festival zabavne glazbe Split:
- 1993. Ljubi me noćas (s grupom Srebrna krila)
- 1994. Ako se ikada sjetiš (s grupom Srebrna krila)
- 1997. Ljubav je tu

Dora
- 2006. Najbolje

Hrvatski radijski festival
- 1998. Ja te ljubim
- 2003. Poljubi me (feat. Jimmy)
- 2004. Što si me učinio takvom
- 2005. Ruke su mi vezane
- 2006. Ja još imam potrebu
- 2008. Oči danju skrivam
- 2009. Dlanom o dlan

CMC festival
- 2010. Kako god bilo

## Diskografija
- 1991. – Zašto nisam miljenica sudbine (s grupom Srebrna krila)
- 1994. – Ljubi me noćas (s grupom Srebrna krila)
- 1995. – Petak (Maxi single)
- 1998. – Vlatka
- 2005. – Na dohvat ruke

## Filmografija

### Televizijske uloge
- "Zauvijek susjedi" kao Sofija Frajt (2007.)

## Vanjske poveznice
- Diskografija